# Deutsche Forumpartei
Die Deutsche Forumpartei (DFP) war eine Partei in der Endphase der DDR.
Die Partei war eine Abspaltung vom Neuen Forum, einer der DDR-Bürgerbewegungen der Wendezeit. Die Partei wurde am 27. Januar 1990 in Karl-Marx-Stadt gegründet. Ihr erster Vorsitzender wurde Jürgen Schmieder, sein Stellvertreter Bernhard Opitz. Im politischen Spektrum ordnete sich die DFP als „Volkspartei der politischen Mitte“ zu. Am Gründungsparteitag nahm als Gast aus der damaligen Bundesrepublik die Bundestagspräsidentin Rita Süssmuth teil.
Vor der DDR-Volkskammerwahl 1990 erhielt die Partei das Angebot, sich dem Wahlbündnis Allianz für Deutschland anzuschließen. Dieses schlug sie jedoch aus, obwohl sie an den Gesprächen teilnahm. Am 12. Februar 1990 schloss sie sich stattdessen dem Bund Freier Demokraten (BFD), dem liberalen Wahlbündnis an. Das Bündnis erreichte bei der ersten freien Volkskammerwahl am 18. März 1990 5,3 % und damit 21 Mandate. Auf dieser Liste zogen sieben DFP-Mitglieder ins Parlament ein; Jürgen Schmieder wurde Vizepräsident der Volkskammer. Neuer geschäftsführender Vorsitzender war seit Ende April Lothar Ramin.
Bei den Kommunalwahlen im Mai 1990 erreichte die DFP eigenständig nur wenige Stimmen. 
Am 11. August 1990 fusionierten die Parteien des BFD mit der westdeutschen FDP.
Akten und Protokolle der DFP befinden sich im Archiv des Liberalismus der Friedrich-Naumann-Stiftung für die Freiheit in Gummersbach. 